# چالاتا (تاجیکستان)
چالاتا (تاجیکستان) (به لاتین: Chalata) یک منطقهٔ مسکونی در تاجیکستان است که در ولایت سغد واقع شده‌است.